# Зимницьке
Зи́мницьке — село в Україні, у Врадіївській селищній громаді Первомайського району Миколаївської області. Населення становить 119 осіб.

## Населення
Згідно з переписом УРСР 1989 року чисельність наявного населення села становила 146 осіб, з яких 69 чоловіків та 77 жінок.
За переписом населення України 2001 року в селі мешкало 115 осіб.

### Мова
Розподіл населення за рідною мовою за даними перепису 2001 року:
| Мова       | Відсоток |
| ---------- | -------- |
| українська | 95,80 %  |
| молдовська | 3,36 %   |
| інші       | 0,84 %   |